# スーパーディスク

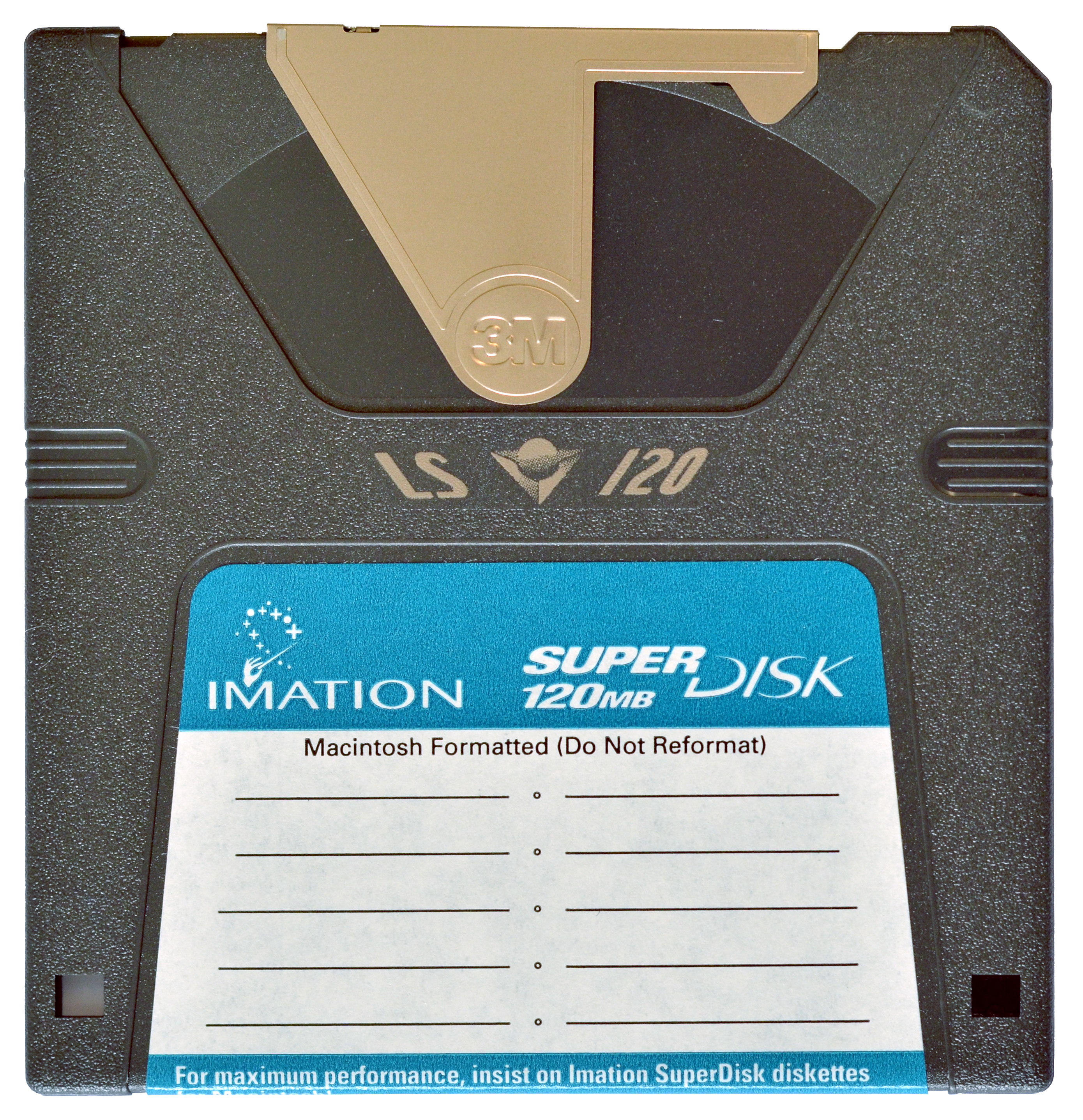
スーパーディスク

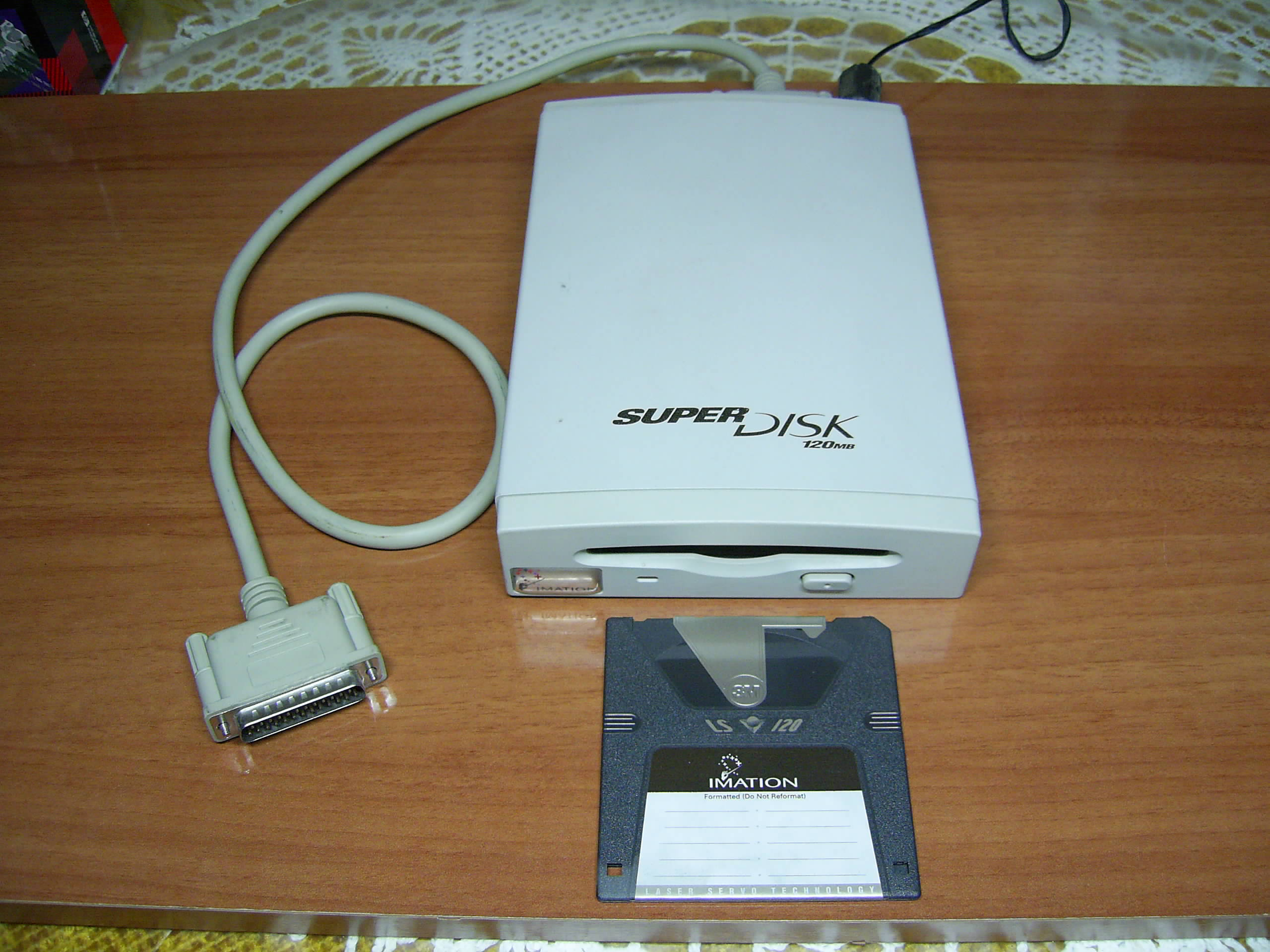
ドライブとディスク

スーパーディスク (SuperDisk) は、松下寿電子工業株式会社（当時。後のPHCホールディングス）とイメーション株式会社などとで共同開発されたリムーバブル磁気ディスクメディア。1996年発売。
記憶容量の小さいフロッピーディスク（以下FD）に代わる大容量の次世代FD製品がいくつか登場したが、その中の1つ。当初「LS-120」という名称だったが、1997年に「スーパーディスク」へ改称した。記憶容量は当初120MBであったが、2000年には240MB対応のドライブ・ディスクが登場した。

## 概要
磁気ディスクの表面に微細な溝（グルーブ）を形成し、レーザー光を使ってトラッキングを制御することで、FDに比べて大幅にトラック密度を向上。併せて、メタル磁性体を採用し、ディスクの内周と外周で記録密度を同等にするゾーンビット記録方式を採用したことで線記録密度も向上し、大容量の記録を可能とした。
ディスクは3.5インチFDと同じ外形寸法をしている。一方ドライブには、スーパーディスク用・従来の3.5インチFD用両方のコアを持つデュアルギャップヘッドを搭載している。このため、双方のディスクが読み書き可能な後方互換性を持っており、同容量帯のリムーバブルディスクである3.5インチMOやZipに対するアドバンテージになっている。同様に240MB対応のドライブでは120MBのディスクも読み書き可能。またスーパーディスクドライブをブートドライブとし、FDやスーパーディスクを起動ドライブとして使用できるが、これにはPC側のBIOSの対応が必要である。
Zipなどの同種のメディアと同様、データの大容量化やCD-R・CD-RW・DVD-R・DVD-RAM・DVD-RW等の急速な普及によって廃れていき、その後はハード・メディア共に入手が困難な状況になった。

## FD32MB
240MB対応のドライブには通常の3.5インチ2HD FDに特殊なフォーマットを行なうことにより、容量を32MBまで増加させる「FD32MB」という機能が追加されている。
FD32MBフォーマットは、重ね書き（2HD比1/10）によるトラック密度の向上（書き込みは125μm幅の2HDディスク用磁気ヘッドをずらしながら行い、読み出しはトラック幅8μmのスーパーディスク用磁気ヘッドで行うため、トラック数が片面あたり80本から777本へと大幅に増加している）、トラックごとの記録密度を一定にするZBR(Zone Bit Recording)により線記録密度を約1.4倍に向上、HDDで使われているPartial Response Maximum Likelihood ( PRML ) により線記録密度を従来の約2倍に向上（前述の技術と組み合わせによりトラックあたりのセクタ数は53 - 36、トラックあたりの記憶容量は27 - 18.4KB）、C1ECC（エラー訂正）技術導入による信頼性の向上などにより、2HD FDへ32MB記録を可能にした独自の技術である。
なおFD32MBは追記専用であり、データの書き直しにはフォーマットの繰り返しが必要である。このフォーマットを行ったフロッピーは通常のドライブでは読み書きできず、通常のドライブで読み出すとFD32MBフォーマットである旨を伝える警告文ファイルが置かれている。なお、Windowsの場合は通常のドライブで再度使用するためには通常のフォーマットを行わなければならず、クイックフォーマットは推奨されていない。Macでは「標準のフォーマッターでは、このディスクを1.44MBとして再フォーマットできません。」と書かれている。